# Paul Schwarz (Radsportfunktionär)
Paul Schwarz (* 1882 in Berlin; † 23. April 1966) war ein deutscher Radrennfahrer und Radsportveranstalter sowie Funktionär im Radsport.

## Leben
Schwarz bekam die Begeisterung für den Radsport von seinem Vater vermittelt, der Besitzer der Radrennbahn Berlin-Zehlendorf war. Bei den Rennen auf dieser Bahn lernte er viele der weltbesten Radrennfahrer seiner Zeit kennen. Er übernahm nach Beendigung seiner Ausbildung zunächst aushilfsweise die Rolle eines Veranstalters von seinem Vater. Er selbst war als Amateur auf der Bahn und der Straße aktiv, wechselte dann ins Lager der Schrittmacher.
Im Jahr 1904 ließ er die Bahn seines Vaters in eine moderne Zementbahn mit einer Länge von 320 Metern und überhöhten Kurven ausbauen. Es gelang ihm, Weltstars seiner Zeit wie Walter Rütt, Willy Arend, Thaddäus Robl oder Louis Darragon regelmäßig an den Start zu bekommen. Später pachtete er eine andere bekannte Bahn in Berlin-Treptow, den sogenannten „Nudeltopp“, die unter seiner Leitung fast immer ausverkaufte Rennen veranstaltete. Weitere Bahnen wie in Forst, Braunschweig und Bamberg u. a. standen unter seiner sportlichen Leitung.
Nach dem Ersten Weltkrieg veranstaltete er u. a. Sportveranstaltungen in Köln, Hannover und Nürnberg. Die UCI-Bahn-Weltmeisterschaften der Steher 1927 in Elberfeld liefen ebenfalls wesentlich unter seiner organisatorischen Vorbereitung. Auch bei Sechstagerennen trat er als Veranstalter in Erscheinung.
Schwarz war auch Direktor der Dortmunder Westfalenhallen, er galt als Entdecker der Mannschaft Gustav Kilian und Heinz Vopel.
Viele Jahre lang war er nach dem Ersten Weltkrieg Vorsitzender des Verbands Deutscher Radrennveranstalter. Zu seinen Nachfolgern in dieser Funktion gehörte u. a. Erich Möller.